# تولید ناب

تای‌ایچی اونو پدر سیستم تولید تویوتا که بعدها با عنوان lean manufacturing یا تولید ناب شناخته شد.

تولید ناب (به انگلیسی: Lean manufacturing) یک روش تولید است که هدف اصلی آن کاهش زمان در سیستم تولید و همچنین کاهش زمان پاسخگویی تامین‌کنندگان به مشتریان است. تولید ناب ارتباط نزدیکی با مفهوم دیگری به نام تولید به موقع (just-in-time manufacturing) دارد. تولید به موقع تلاش می‌کند تولید را با تقاضا موازنه کند؛ به این صورت که فقط برای کالاهایی که ثبت سفارش شده‌است عرضه انجام می‌دهد و بر روی راندمان و بهره‌وری و کاهش «ضایعات» تمرکز می‌کند. تولید ناب نیز رویکرد تولید به‌موقع را اتخاذ می‌کند و علاوه بر آن بر روی مواردی از قبیل کاهش زمان‌های چرخه، جریان مواد و ساخت با حذف بیشتر فعالیت‌هایی که هیچ ارزشی برای مشتری ایجاد نمی‌کنند، تمرکز می‌کند. تولید ناب افرادی که خارج از فرایند تولید، مانند بازاریابی و خدمات مشتری کار می‌کنند را نیز شامل می‌شود.
تولید ناب به ویژه با مدل عملیاتی که در دهه‌های ۱۹۵۰ و ۱۹۶۰ پس از جنگ توسط شرکت خودروسازی ژاپنی تویوتا به نام «روش تویوتا» یا «سیستم تولید تویوتا» (TPS) اجرا شد، مرتبط است. سیستم تویوتا بر روی دو ستون، یعنی ۱- مدیریت موجودی به موقع و ۲-کنترل کیفیت خودکار بنا شده‌است. هفت «ضایعاتی» که اولین بار توسط شیگئو شینگو، مهندسی از شرکت تویوتا فرموله شد، شامل موارد زیر است:
1. ضایعات مرتبط با موجودی اضافی مواد خام و کالاهای نهایی،
2. ضایعات مرتبط با تولید بیش از حد (تولید بیش از آنچه اکنون نیاز است)،
3. پردازش بیش از حد (فرآوری یا ساخت قطعات فراتر از حد استاندارد مورد انتظار مشتری)،
4. ضایعات و اتلافات مرتبط با حمل و نقل (جابجایی غیرضروری افراد و کالاها در داخل سیستم)،
5. اتلاف حرکت (مکانیزه کردن یا اتوماسیون قبل از بهبود روش)،
6. ضایعات انتظار (دوره‌های کاری غیرفعال به دلیل صف‌های کار)،
7. ضایعات تولید محصولات معیوب (بازکاری برای رفع عیوب قابل اجتناب در محصولات و فرایندها).

## سیستم تولید ناب
شرکت تویوتا موتور با طراحی و پیاده‌سازی این روش طراحی سیستم تولید جدید، به پیشرو جهانی صنعت خودرو تبدیل شده‌است. خط مونتاژ نهایی در سیستم تولید انبوه با یک سیستم مونتاژ نهایی مدل مختلط جایگزین شده‌است تا تقاضا با عرضه تامین‌کنندگان تراز شود. خطوط زیرمونتاژ (subassembly) خطی، با نوار نقاله، با اتاقک‌های زیرمونتاژ U-شکل جایگزین شده‌اند. کارگاه‌های jobshop (کارگاه‌هایی که در آنها کارهای موردی و غیر تکراری انجام می‌شد) به صورت اتاقک‌های تولید باز طراحی شدند. مونتاژ نهایی بر اساس یک زمان تکت (takt time) انجام می‌شود و هر اتاقک به گونه‌ای طراحی می‌شود که زمان هر چرخه تنها کمی کمتر از زمان تکت باشد و بر اساس مفهوم یکی بساز-یکی چک کن-یکی را حرکت بده کار می‌کنند. در این سیستم تولید از ماشین ابزارهای تک-چرخه (Single-cycle) به همراه دستگاه‌های بازرسی توکار (built-in) استفاده می‌شود (poka-yokes). بین ماشین‌ها دستگاه‌هایی (جداکننده‌ها) وجود دارد که برای کمک به کارگران ایستاده که قطعات اتاقکهای تولیدی را تولید می‌کنند، طراحی شده‌اند. زمانی که شرکت تویوتا موتور و تایچی اوهنو سیستم تولید تویوتا را اختراع کردند، حرفه مهندسی صنایع را نیز که با سیستم تولید انبوه رشد کرده و شکوفا شده بود، دوباره تعریف کردند.

## قوانین طراحی سیستم تولید اتاقک-پیوندی
اولین قانون طراحی بر روی خط مونتاژ نهایی (final assembly) اعمال می‌شود. زمان تکت (Takt time) وابسته به تقاضای روزانه برای کالاهای ساخته شده در کارخانه است. تقاضای روزانه وابسته به تقاضای ماهانه است که خود وابسته به تقاضای سالانه (فروش و پیش‌بینی‌ها) است. تقاضای روزانه تراز شده آن چیزی است که به تمام عناصر تولیدکننده اجازه می‌دهد متعادل باشند - تولید همان مقدار کالا در هر روز که مشتری پایین دستی نیاز دارد. این یک قانون آسان برای درک است، اما برای اجرا به مهندسی زیادی نیاز دارد. مونتاژ نهایی باید به مونتاژ نهایی با مدل مخلوط تبدیل شود که هر یک از کالاها را به هر ترتیبی بسازد. معکوس زمان تکت (زمان تکت در اصل همان زمان چرخه مونتاژ نهایی است) نرخ تولید برای مونتاژ نهایی است. دانستن زمان تکت، پالس یا نرخ تولید را برای کارخانه تعیین می‌کند. ساخت مدل ترکیبی مونتاژ نهایی تقاضای یکسان یا هموار برای کالاها را برای بقیه کارخانه و کل زنجیره تأمین فراهم می‌کند.
دومین قانون طراحی این است که تمام جنبه‌های تولید کالا در سیستم بر اساس مفهوم یکی بساز-یکی چک کن-یکی را حرکت بده کار می‌کنند. این اصل با عنوان جریان یک قطعه‌ای (one-piece flow) یا جریان تک قطعه‌ای (single-piece flow) نیز شناخته می‌شود. مونتاژ نهایی، بسیاری از خطوط زیرمونتاژ، و ساخت قطعات جزء، بر اساس اصل جریان یک قطعه‌ای انجام می‌شوند. کارخانجات ساخت قطعات فرعی و قطعات جزء باید به خطوط موازی یا اتاقک‌های تولید و مونتاژ U-شکل بازطراحی شوند تا جریان یک قطعه‌ای با انعطاف‌پذیری حاصل شود. برخی از فرآیندهای زیرمونتاژ همگام با فرایند مونتاژ نهایی انجام می‌شوند. این فرآیندهای زیرمونتاژ همزمان با مونتاژ نهایی شروع و متوقف می‌شوند.
قانون سوم طراحی برای اتاقک‌های تولیدی بیان می‌کند که زمان ماشین‌کاری یا پردازش برای هر قطعه در هر ماشینی در اتاقک کمتر از زمان چرخه لازم (necessary cycle time) است. زمان چرخه لازم وابسته به زمان تکت است که کمی کمتر است تا حاشیه ایمنی را برای تامین‌کنندگان در مونتاژ نهایی فراهم کند.

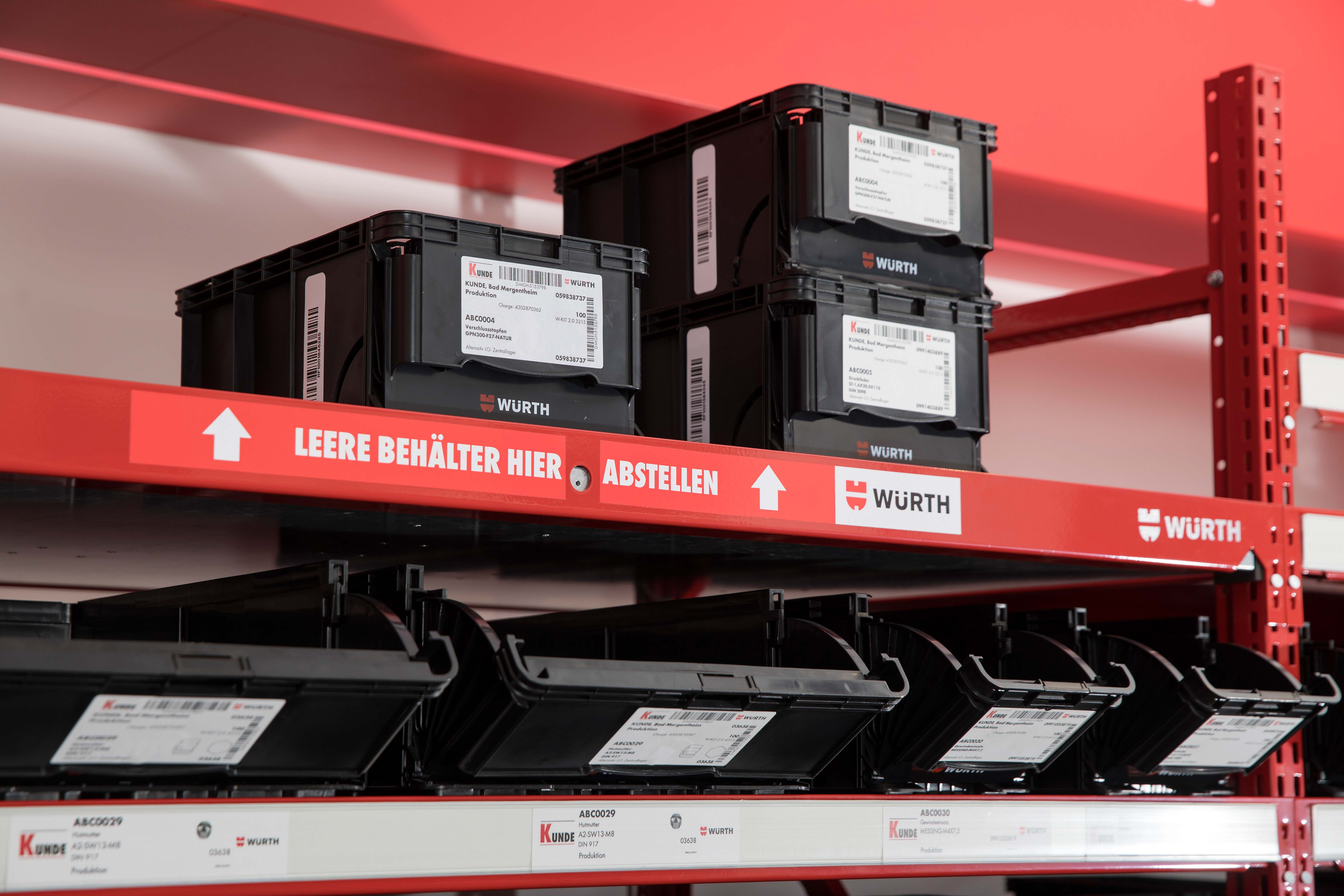
استفاده از سیستم کانبان در شرکت wuerth.

قانون چهارم طراحی، سیستم کنترل تولید و موجودی را پوشش می‌دهد، یک سیستم کششی که به نام کانبان (kanban) شناخته می‌شود. اجزای سازنده با پیوندهای کانبان به مونتاژ نهایی متصل می‌شوند که در صورت نیاز مونتاژ نهایی، مواد را از زیر مونتاژها و اتاقک‌های سازنده قطعات خارج می‌کنند و سپس به‌طور خودکار دستورها تولید را به همه تأمین کنندگان می‌دهند. این قانون بر حداکثر موجودی در هر پیوند حاکم است.
با استفاده از این قوانین طراحی، می‌توان یک سیستم تولید اتاقک-پیوندی (linked-cell manufacturing system) طراحی و پیاده‌سازی کرد. به‌طور طبیعی، این سیستم تولید هنوز هم باید توسط انسان‌ها اداره شود و از اتوماسیون در جایی استفاده شود که منطقی است و نیازهای کیفی و کمی سیستم در نظر گرفته شده باشد. در سیستم تولید تویوتا به این کار (استفاده از ربات‌ها و انسان‌ها در جای مناسب خود) jidoka می‌گویند. نام دیگر آن اتونوماسیون (Autonomation) می‌باشد. نتیجه این قوانین، ایجاد یک سیستم قوی (robust) است که کارکرد آن ساده است - همه کسانی که در سیستم کار می‌کنند نحوه عملکرد سیستم را می‌دانند - اما می‌توانند محصولات پیچیده‌ای کم هزینه، با کیفیت برتر و با حداقل اطلاعات روزانه بسازند.

## طراحی سیستم تولید
اولین کارخانه‌ها که اکنون کارگاه‌های تک‌کاری (job shop) نامیده می‌شوند، در طول دهه ۱۸۰۰ تکامل یافتند. این کارخانه‌های اولیه زمانی که نیاز به ماشین‌های پرقدرت بود، جایگزین صنایع دستی شدند. یکی از طراحی‌های کاربردی به دلیل روش مورد استفاده برای راندن یا نیرو دادن به ماشین‌ها تکامل یافته‌است. در کارخانه‌های اولیه از نیروی آب برای به حرکت شفت‌های قدرت ماشین‌ها استفاده می‌شد. طراحی عملکردی، کارگاهی که مورخان از آن به عنوان سیستم تسلیحات آمریکایی یاد می‌کنند، تکامل یافت. مردم از سراسر جهان برای دیدن این سیستم به نیوانگلند آمدند و این سیستم در سراسر جهان صنعتی تکرار شد.
در اوایل دهه ۱۹۰۰، اولین نشانه‌های طرح دوم کارخانه‌ها پدیدار شد. کارگاه جریانی (flow shop) با تولید خط جریانی برای اقلام کوچک و با خط مونتاژ متحرک در شرکت خودروسازی فورد به اوج خود رسید. درست مانند دهه ۱۸۰۰، جهان دوباره نحوه عملکرد این سیستم را دید و دوباره این روش جدید طراحی در سراسر جهان گسترش یافت. در طول سال‌های بعد، یک سیستم هیبرید که ترکیبی از کارگاه‌های تک‌کاری و کارگاه‌های جریانی بود تکامل یافت. این سیستمی بود که پیشگامان مهندسی صنایع برای بهبود عملکرد و تولید انبوه محصولات یکسان و ارزان روی آن کار کردند. این طرح به تولید انبوه معروف شد. این سیستم تولید ایالات متحده را به پیشگام جهانی در تولید تبدیل کرد. پس از جنگ جهانی دوم، شرکت تویوتاموتور، به رهبری مهندسی نابغه به نام تای‌ایچی اونو، طرح سوم کارخانه‌ای را توسعه داد که در ابتدا به نام سیستم تولید تویوتا (TPS) و بعدها با نام سیستم تولید به موقع یا سیستم کنترل کیفیت جامع (TQC) معروف شد. در سال ۱۹۹۰، سرانجام به این سیستم نام lean production داده شد که امروزه به صورت جهانی پذیرفته شده‌است. lean در انگلیسی به معنای لاغر می‌باشد و به دلیل اینکه این روش با حداقل تلفات و منابع کار می‌کند این نام به آن داده شده‌است که در فارسی تولید ناب نیز گفته شده‌است.
در تولید ناب، مونتاژ نهایی به مدل ترکیبی تبدیل می‌شود تا تقاضا از تامین‌کنندگان برای زیر مونتاژها (subassembly) و قطعات هر روز یکسان باشد. به این کار تسطیح (leveling) یا روانسازی تولید (smoothing) می‌گویند. دوم خطوط زیرمونتاژ به اتاقک‌های U-شکل تبدیل می‌شوند، و معمولاً خطوط نقاله حذف می‌گردند. سوم کارگاه‌های تک‌کاری به اتاقک‌های U-شکل تبدیل می‌شوند. این اتاقک‌ها مانند مونتاژ نهایی بر اساس اصل جریان یک-قطعه‌ای کار می‌کنند. اتاقک‌های تولید و زیرمونتاژ توسط کانبان به مونتاژ نهایی پیوند داده می‌شوند تا یک سیستم کنترل تولید و موجودی انبار شکل بگیرد. نتیجه هزینه‌کم (بازده بالا)، کیفیت برتر (بدون نقص) و تحویل به موقع محصولات منحصر به فرد از یک سیستم انعطاف‌پذیر است.
کنترل کیفیت کامل مسئولیت همه است - از رئیس شرکت گرفته تا هر کارگر تولیدی. این امر از طریق طراحی مجدد سیستم تولید با روش جریان تک-قطعه‌ای انجام می‌شود که در آن هر قطعه و هر مجموعه پس از هر مرحله پردازش، بررسی می‌شود.
کاهش تنوع و تغییر (variation) کلید بهبود مستمر است. انواع تنوعی که باید در نظر گرفته شوند عبارتند از: تنوع و تغییر در کیفیت، تغییر در خروجی، تغییر در زمان پردازش، تغییر در زمان عبور مواد، و تغییر در هزینه. این نوع از تغییرها و تنوع از طریق اجرای تولید ناب و ترکیب آن با تغییر مستمر طراحی کارخانه و اجرای پروژه‌های شش سیگما کاهش می‌یابند.
هدف از طراحی این سیستم کارایی است. حذف تلفات و ضایعات از طریق استفاده کارآمد از فضا، افراد، ماشین آلات و عناصر جابجایی و ذخیره‌سازی مواد، چیزی است که این سیستم را ناب (لاغر و کم‌خرج) می‌کند.
این سیستم برای منحصر به فرد بودن و خلاقیت طراحی شده‌است. مهندسان و کارگران باید فرآیندهای موجود را بهبود بخشند، فرآیندهای جدید را توسعه دهند، خرابی تجهیزات را کاهش دهند، زمان تعویض یا راه اندازی را کاهش دهند و به‌طور مداوم طراحی محل کار را بهبود بخشند (بهبود روش‌ها). قرار دادن فرایندها در اتاقک‌های تولید و مونتاژ نیازمند راه‌حل‌های پردازشی منحصربه‌فردی است تا زمان‌های پردازش را به خوبی زیر زمان تکت قرار دهد.

## مراحل اولیه برای تولید ناب
ادغام عملکردهای سیستم ساخت در سیستم تولید مستلزم تعهد مدیریت سطح بالا و ارتباط با سایرین، به ویژه افراد درگیر در تولید است. مراحل اولیه تولید ناب به شرح زیر است:
1. همه سطوح در کارخانه، از کارگران تولید گرفته (مشتری داخلی) تا رئیس کل، باید در زمینه فلسفه و مفاهیم تولید ناب و تفاوت تولید ناب با تولید انبوه، آموزش ببینند. شبیه‌سازی فیزیکی اتاقک‌ها و کارگاه‌های تک‌کاری و مقایسه آنها، در انجام این مرحله بسیار مفید است.
2. تعهد و مشارکت از بالا به پایین بسیار مهم است. کل شرکت باید در این مسیر مشارکت داشته باشد. افراد برتر و رده بالا باید کاملاً متعهد به تغییر باشند. افراد رده بالا باید یک الگو باشند؛ و رهبران فعال و در واقع طراح سیستم باشند.
3. مدیریت ارشد باید درک کند که طراحی ناب منجر به تصمیمات مالی‌ای می‌شود که برخلاف شیوه‌های حسابداری مدیریت فعلی است که جهت حمایت از تولید انبوه بوده‌است.
4. انتخاب پارامترهای قابل اندازه‌گیری که تغییر را نشان می‌دهند بسیار مهم است. همه در کارخانه باید درک کنند که هزینه است که تعیین‌کننده سود است، نه قیمت. همه باید با اجرای این مراحل به حذف تلفات متعهد باشند.
5. مدیریت باید مشتری داخلی را تشویق کند تا اهداف سخت و در عین حال واقع بینانه تعیین کند. با استفاده از محک‌زنی به آنها بگویید چه کسی بهترین است.
6. آموزش مشتری داخلی (اپراتورها) حیاتی است. اپراتورها باید بدانند که چرا تغییر ضروری است و چگونه تغییر کنند. اپراتورها باید در طراحی اتاقک و سپس اجرای کنترل کیفیت، تعمیر و نگهداری ماشین ابزار، کنترل تولید، کنترل موجودی، بهبود فرایند، و کاهش زمان راه‌اندازی و سپس انجام بهبود در فرایندها یا اتاقک، قدرت داشته باشند.
7. شرکت باید موفقیت را گسترش دهد و به مشتریان داخلی پاداش دهد. شرکت باید سود را با کسانی که مشارکت کرده‌اند به اشتراک بگذارد. بسیاری از شرکت‌ها احساس می‌کنند که پرداخت پاداش نقدی راه درست برای پاداش دادن به افراد است.
8. ساختار پاداش‌دهی به مدیریت میانی باید برای حمایت از طراحی سیستم جدید تغییر کند.

## روش‌شناسی اجرای تولید ناب
طراحی سیستم تولید یک جنبه مهم اما نادیده گرفته شده از مهندسی همزمان است که بر روابط بین طراحی محصول و طراحی فرایند تمرکز کرده‌است اما اغلب طراحی سیستم را نادیده گرفته‌است. اگر طراحی و پیاده‌سازی سیستم تولید ناب مقدم بر تلاش‌های مهندسی همزمان باشد (که دومی شامل افرادی از مهندسی طراحی، تولید، تدارکات، بازاریابی و خدمات مشتری برای توسعه محصولات جدید می‌شود)، توانایی یک شرکت برای رقابت در دنیای جهانی تولید بسیار افزایش خواهد یافت.
سیستم تولید قلب تپنده هر شرکت تولیدی است. سیستم تولید به عنوان آرایش پیچیده‌ای از عناصر فیزیکی تعریف می‌شود که با پارامترهای قابل اندازه‌گیری مشخص می‌شود. عناصر فیزیکی عبارتند از: ماشین ابزار، ابزار (نگهدارنده کار)، تجهیزات حمل و نقل مواد و مهم‌تر از همه، افراد. افرادی که در سیستم تولید کار می‌کنند مشتریان داخلی هستند و سیستم باید طوری طراحی شود که نیازهای آنها را برآورده کند. در عین حال، سیستم تولید باید محصولاتی تولید کند که نیازهای مشتریان خارجی را برآورده کند. از نظر طراحی سیستم تولید، این یک مفهوم کلیدی است؛ یعنی سیستم تولید برای برآوردن نیازهای مشتریان داخلی و خارجی طراحی شده‌است. این چیدمان پیچیده برای کارکرد و درک در عین رفع نیازهای این دو مشتری ساده شده‌است.
طراحی‌های مختلف سیستم منجر به سطوح مختلفی از پارامترهای قابل اندازه‌گیری می‌شود. زمان احتمالاً یکی از مهم‌ترین پارامترهای قابل اندازه‌گیری برای ارزیابی عملکرد تولید است. با کاهش سیستماتیک زمان تولید و تغییرات آن، شرکت‌ها می‌توانند به جایگاهی در سطح جهانی دست یابند. زمان تولید در سیستم تولید ناب با حذف سیستماتیک و تدریجی موجودی کاهش می‌یابد. موجودی در پیوندها (بین اتاقک‌ها) در سیستم نگهداری می‌شود و توسط مشتریان داخلی (کاربران موجودی) با استفاده از سیستم کنترل تولید کانبان کنترل می‌شود. نواحی مونتاژ نهایی برای پردازش مدل‌های ترکیبی محصولات طراحی شده‌اند. سیستم تولید اتاقک-پیوندی دارای اتاقک‌های زیادی است که از طریق پیوندهای موجودی به مونتاژ نهایی متصل شده‌اند. موجودی بین اتاقک‌های پیوندها قرار دارد و توسط مشتریان داخلی استانداردسازی، کنترل شده و به حداقل می‌رسد. این پیوندها همچنین اطلاعات کنترل تولید را در اختیار فرایندها و تأمین کنندگان بالادستی قرار می‌دهند و به آنها می‌گویند چه چیزی بسازند، چه زمانی آن را بسازند و چه تعداد را به صورت روزانه بسازند.
در داخل اتاقک‌های تولیدی، به مواد، انبار پای کار یا انبار در دسترس (stock on hand) گفته می‌شود و به عنوان موجودی در نظر گرفته نمی‌شود. مواد انبار پای کار در داخل ماشین‌ها یا در داخل عناصر جداکننده (decoupler) نگهداری می‌شوند. مقدار مواد به دقت کنترل می‌شود. عناصر جداکننده در اتاقک‌ها، منجر به طراحی جدا شده می‌شود. طراحی کارخانه و عناصر فیزیکی آن باید مقدم بر طراحی و ساخت محصول باشد. از آنجایی که طراحی شامل افراد نیز می‌شود، مسائل ارگونومیکی نیز باید در نظر گرفته شود.

### زمان تکت و زمان بازده
در داخل اتاقک‌ها، مجموعه‌ای از فرایندها ایجاد می‌شود که با زمان تکت (takt time) موازنه است. تکت کلمه‌ای آلمانی برای میله رهبر ارکستر است که برای نگه داشتن اعضای ارکستر در تمام زمان استفاده می‌شود. زمان تکت برابر زمان تولید موجود، تقسیم بر تقاضای روزانه است.
واحد زمان تکت بر حسب دقیقه برای هر قطعه است. برای خطوط مونتاژ نهایی خودرو، زمان تکت اغلب حدود ۱ دقیقه برای هر خودرو است، زیرا اکثر کارخانه‌ها تولید سالانه ۲۰۰۰۰۰ خودرو را هدف قرار می‌دهند و در دو شیفت با هر شیفت ۴۲۰ دقیقه کار می‌کنند.
این اولین قانون برای طراحی سیستم تولید اتاقک-پیوندی است. تولید مطابق با زمان تکت نیاز عملکردی کمیت مناسب در زمان مناسب را برآورده می‌کند. این سیستم تولیدی از طریق طراحی اتاقک‌ها، محصولاتی با کیفیت برتر را با کمترین هزینه ممکن و به روشی انعطاف‌پذیر تولید می‌کند. سیستم تولید اتاقک-پیوندی فرایندها را در اتاقک‌های تولید و مونتاژ U-شکل (یا خطوط موازی) گروه‌بندی می‌کند. فرایندها را می‌توان به سرعت تغییر داد، بنابراین محصولات را می‌توان با تنوع بیشتر به روشی تقریباً سفارشی، بدون جریمه هزینه برای دوره‌های تولید کوچک (لات‌های کوچک) تولید کرد. سیستم تولید به گونه‌ای طراحی شده‌است که زمان بازده (throughput time) تا حد امکان کوتاه باشد.

### اتاقک‌های زیرمونتاژ
در سیستم تولید اتاقک-پیوندی، اتاقک‌های تولیدی و اتاقک‌های زیرمجموعه با زمان‌های چرخه بر اساس زمان تکت (TT) مونتاژ نهایی طراحی می‌شوند. در اتاقک‌های تولیدی، ماشین‌ها می‌توانند عملیاتی را بدون هیچ گونه مراقبتی تکمیل کنند – پس از شروع توسط اپراتور – و پس از اتمام عملیات، خود را خاموش کرده و منتظر بازگشت اپراتور باشند. به این ابزار، ماشین ابزار خودکار تک چرخه (singlecycle automatic machine tool) می‌گویند. توستر نمونه خوبی از ماشین ابزار خودکار تک چرخه است. در اتاقک‌های زیرمونتاژ (subassembly)، اپراتور معمولاً در ایستگاه یا ماشین باقی می‌ماند و مراحل فرایند را قبل از رفتن به ایستگاه بعدی تکمیل می‌کند. اتاقک‌های زیرمونتاژ معمولاً توسط اپراتورهای چند منظوره که برای انجام بسیاری از کارهای دستی و کار با بسیاری از ماشین‌های دستی آموزش دیده‌اند، اداره می‌شوند. عملیات یا ماشین‌ها (ایستگاه‌ها) با طراحی ردیف U-شکل یا موازی در کنار یکدیگر قرار می‌گیرند تا جریان یک قطعه‌ای در داخل اتاقک حاصل شود.
برای دستیابی به روش کشش (pull method) در داخل اتاقک‌ها، عنصری به نام جداکننده اضافه می‌شود. جداکننده‌ها (Decouplers) بین عملیات یا ماشین‌های موجود در اتاقک قرار می‌گیرند تا جریان قطعات را بین اپراتورها وصل کنند. جداکننده‌ها به این دلیل به این شکل نامگذاری شده‌اند که به‌طور فیزیکی یک ایستگاه یا ماشین را از دیگری جدا می‌کنند. نقش اصلی جداکننده این است که انعطاف‌پذیری را فراهم کند تا یک یا چند اپراتور بتوانند عملیات را انجام دهند و خروجی اتاقک را تغییر دهند و در عین حال کنترل تولید را یکپارچه کنند. جداکننده‌ها اتاقک را قادر می‌سازند تا با جدا کردن فرآیندهای درون اتاقکی بر اساس جریان تک‌قطعه‌ای کار کند تا از نظر زمان و عملکرد مستقل از یکدیگر باشند. ساده‌ترین جداکننده‌ها یک واحد انبار پای کار را نگه می‌دارند و دارای مکان‌های ورودی و خروجی خاصی هستند.

### سیستم خیاطی تویوتا
بسیاری از شرکت‌ها سیستم خیاطی تویوتا (Toyota Sewing System) را برای اتاقک‌های زیرمونتاژ خود اتخاذ کرده‌اند. در صنعت پوشاک، به این روش سیستم تولید مدولار نیز گفته می‌شود. سیستم خیاطی تویوتا توسط شرکت تویوتا برای تهیه پوشش صندلی‌های خودرو ساخته شد. ویژگی‌های سیستم خیاطی تویوتا شبیه به اتاقک‌های مونتاژی است که توسط انسان اداره می‌شوند: اتاقک‌هایی U-شکل با کارگرانی که در داخل تیم‌هایی کار می‌کنند و لباس‌ها را به صورت جریان تک قطعه‌ای تهیه می‌کنند. مزایای سیستم خیاطی تویوتا در مقایسه با سیستم سنتی یا سیستم دسته‌ای (batch or bundle system) شامل استفاده از فضای کف کمتر، ایجاد چین و چروک کمتر در پوشاک و یک محیط کار بهتر می‌باشد.

#### قوانین سیستم خیاطی تویوتا
سیستم خیاطی تویوتا از کارگران چند منظوره در یک اتاقک استفاده می‌کند و به‌طور معمول سه تا پنج کارگر با ۱۰ تا ۱۵ دستگاه کار می‌کنند. سیستم خیاطی تویوتا به کارگران اجازه می‌دهد تا فرایندها را به اشتراک بگذارند و کار خود را به یکدیگر منتقل کنند، درست همان‌طور که دوندگان در یک مسابقه دو امدادی در بخش‌های ۱۰ متری، چوب را به یکدیگر منتقل می‌کنند، سیستم خیاطی تویوتا نیز دارای مناطقی است که به آن ایستگاه تقویت (relay zone) گفته می‌شود. کارگران در جهت خلاف عقربه‌های ساعت با پوشاک حرکت می‌کنند و با حرکت از ایستگاه‌های ۱ تا ۱۳ آنها را مونتاژ می‌کنند. تا زمانی که یک کارگر یک لباس برای مونتاژ در یک ایستگاه کاری بعدی داشته باشد، آن کارگر به حرکت خلاف عقربه‌های ساعت خود ادامه می‌دهد. هنگامی که کارگر مسدود شود، آن کارگر لباس را در جداکننده یا دیکوپلر بین ایستگاه‌های کاری قرار می‌دهد و اینبار در جهت موافق عقربه‌های ساعت حرکت می‌کند تا اینکه یک لباس ناتمام دیگر برای جمع‌آوری پیدا کند. این لباس ناتمام ممکن است در یک جداکننده یا در ایستگاه کاری دیگر باشد.

### طراحی زیر اتاقک
طراحی زیر اتاقک (subcell) از نظر عملیاتی با سیستم خیاطی تویوتا متفاوت است زیرا طرح به کارگران این امکان را می‌دهد تا از راهرو عبور کنند، و در این طرح اساساً اتاقک به بخش‌ها یا زیر اتاقک‌هایی با زمان پردازش تقریباً مساوی تقسیم می‌شوند. تعداد بخشها به تعداد کارگران بستگی دارد. هر بخش را می‌توان به عنوان یک زیر اتاقک که توسط دیکوپلرها به هم پیوند خورده‌اند در نظر گرفت، و به این طریق یک سیستم تولید کششی تشکیل می‌شود. پوشاک از طریق این زیر اتاقک‌ها یک به یک کشیده می‌شود (یعنی توسط نفر بعدی درخواست می‌شود نه اینکه به نفر بعدی تحمیل شود). زیر اتاقک‌ها فقط زمانی شروع به ساخت لباس می‌کنند که لباس موجود در دیکوپلر توسط کارگر بعدی برداشته شود یا از این اتاقک خارج شود.

### طراحی اتاقک تولید
بیشتر شرکت‌ها کار خود را برای تبدیل شدن به تولید ناب از ساخت اتاقک‌های تولید شروع می‌کنند. این کار معمولاً از طریق تغییر چیدمان ماشین آلات و تجهیزات قبلی که برای کارگاه تک‌کاری تهیه کرده بودند شروع می‌شود. این مرحله موقت بسیار خوب است زیرا شرکت می‌آموزد که چگونه اتاقک‌ها کار می‌کنند، چگونه راه اندازی می‌شوند و چگونه ماشین‌ها می‌توانند هر بار قطعات کاملی تولید کنند و تجزیه نشوند. استفاده از ماشین‌های موجود یک رویکرد کم هزینه و بدون ریسک است؛ یعنی فرآیندهای موجود اثبات شده و مؤلفه‌های ساخته شده توسط فرآیندهای آزمایش شده در خدمات. این رویکرد اتاقک موقت (interim cell approach) نامیده می‌شود.

## یکپارچه سازی کنترل تولید
وظیفه افرادی که در کنترل تولید کار می‌کنند، برنامه‌ریزی سیستم تولید است، و به این بدان معنی است که آنها تعیین می‌کنند: مواد اولیه، قطعات خریداری شده و زیر مونتاژها به کجا بروند؛ چه زمانی باید به آنجا بروند؛ و چه تعداد باید در هر لحظه از زمان بروند. سیستم سنتی تولید انبوه بسیار پیچیده‌است؛ به همین دلیل، عملکرد کنترل تولید نیز بسیار پیچیده و نیرو بر است. بسیاری از مردم سعی کرده‌اند کنترل تولید را با استفاده از رایانه و نرم‌افزارهایی با نام‌های برنامه‌ریزی منابع تولید (MRP)، برنامه‌ریزی منابع سازمانی (ERP) یا برنامه‌ریزی نیازهای مواد (mrp) انجام دهند. تجربه بسیاری از شرکت‌ها با این سیستم‌های کنترل کامپیوتری هزینه‌های زیاد، اتلاف وقت، ناامیدی و سرخوردگی بوده‌است؛ زیرا این بسته‌های نرم‌افزاری برای برنامه‌ریزی طراحی شده‌اند نه کنترل تولید. معمولاً افرادی که از این سیستم‌ها استفاده می‌کنند نمی‌دانند این سیستم‌ها دقیقاً چگونه کار می‌کنند. این سیستم‌ها معمولاً توسط شرکت‌های نرم‌افزاری نصب می‌شوند. به همین دلیل، وقتی مشکلی پیش می‌آید، هیچ‌کس نمی‌داند چگونه آن را برطرف کند.
رویکرد تولید ناب سیستم تولید را بازطراحی و ساده می‌کند. کارکردهای کنترلی تولید با استفاده از کانبان در طراحی سیستم یکپارچه‌سازی می‌شوند. از نظر فیزیکی، ادغام کنترل تولید با پیوند دادن اتاقک‌ها، زیر مونتاژها و عناصر مونتاژ نهایی با استفاده از پیوندهای کانبان انجام می‌شود. چیدمان سیستمِ تولید مسیرهایی را که قطعات می‌توانند از طریق آن کارخانه را طی کنند، مشخص می‌کند.

## یکپارچه سازی کنترل موجودی
مواد موجود در یک سیستم تولیدی، موجودی در نظر گرفته می‌شود. سه نوع اساسی از موجودی وجود دارد: مواد خام، در حال فراوری یا در فرایند کار (WIP)، و کالاهای نهایی. در سیستم تولید اتاقک-پیوندی، موجودی WIP در سیستم در پیوندها نگهداری می‌شود. تای‌ایچی اونو موجودی در فرایند کار را با آب رودخانه مقایسه کرده‌است. سطح بالای رودخانه معادل سطح بالای موجودی در سیستم است. سطح بالای رودخانه سنگ‌های بستر رودخانه را می‌پوشاند. سنگ‌ها معادل مشکلات هستند. اگر سطح رودخانه (موجودی) پایین بیاید، سنگ‌ها (مشکلات) آشکار می‌شوند. برداشتن سنگ‌ها جریان رودخانه را هموار می‌کند. در تولید ناب، مشکلات در معرض توجه فوری قرار می‌گیرند. هنگامی که تمام سنگ‌ها برداشته می‌شوند، رودخانه می‌تواند بسیار روان و با آب بسیار کم حرکت کند. اما اگر آب نباشد، رودخانه خشک شده‌است. تصور موجودی صفر نادرست است. در حالی که نقص صفر (zero defects) یک هدف مناسب است، موجودی صفر (zero inventory) امکان‌پذیر نیست. (در داخل اتاقک، قطعات یکی یکی پردازش می‌شوند، درست همان‌طور که در خطوط مونتاژ هستند. مواد موجود در سلول را انبار پای کار می‌نامند، بنابراین از نظر فنی موجودی در اتاقک‌ها وجود ندارد. این انگیزه بود. این موضوع انگیزه‌ای برای عباراتی مانند موجودی صفر و تولید بدون انبار برای توصیف سیستم بوده‌است)